# Hylaeanthe hoffmannii
Hylaeanthe hoffmannii är en strimbladsväxtart som först beskrevs av Karl Moritz Schumann, och fick sitt nu gällande namn av A.M.E.Jonker, Fredrik Pieter Jonker och H.Kenn. Hylaeanthe hoffmannii ingår i släktet Hylaeanthe och familjen strimbladsväxter. Inga underarter finns listade.